# 学校法人江の川学園
学校法人江の川学園（がっこうほうじんごうのかわがくえん）とは、島根県江津市渡津町1904-1に本部をおく学校法人。石見智翠館高等学校の設置者。

## 概要
1907年に三上アイによって創立された邑智裁縫女学館を源流とする。かつては島根中央女子短期大学を設置していた。

## 沿革
- 1907年 - 三上アイにより島根県邑智郡川本町に邑智裁縫女学館（通称：川本女学館）が創設。
- 1945年 - 財団法人川本農業専修女学校となる。
- 1948年 - 学制改革に伴い、川本家政高等学校および川本和洋装学園に転換。
- 1959年 - 江津市に移転。姉妹校江津女子高等学校を設置。
- 1961年 - 両姉妹校を統合合併。
- 1963年 - 男女共学制を実施し、江の川高等学校（ごうのかわこうとうがっこう）と改称。
- 1968年 - 江の川学園短期大学（ごうのかわがくえんたんきだいがく）を開学[2]。
- 1971年 - 江の川学園短期大学を島根中央女子短期大学と改名。
- 1973年 - 江の川の河川改修に伴い、江の川高等学校の校地を現在地に移転。
- 1983年 - 島根中央女子短期大学の学生募集を停止。
- 1994年 - 島根中央女子短期大学を廃校。
- 2009年 - 江の川高等学校を石見智翠館高等学校へ改称。